# Espinosa de Villagonzalo
Espinosa de Villagonzalo – gmina w Hiszpanii, w prowincji Palencia, w Kastylii i León, o powierzchni 38,04 km². W 2011 roku gmina liczyła 220 mieszkańców.